# Dance
Dance (ang. taniec) – termin wieloznaczny, w najszerszym sensie oznaczający każdy rodzaj muzyki tanecznej, niezależnie od jej charakteru.

## Definicja
W węższym znaczeniu oznacza stosowaną w Europie zamienną nazwę muzyki eurodance lub określaną także nazwą dancefloor – potoczną, jednak powszechnie przyjętą wspólną nazwę kilku spokrewnionych komercyjnych gatunków elektronicznej muzyki tanecznej (klubowej), wywodzących się z muzyki disco, italo disco, muzyki house i jej podgatunków hip house i detroit house, podgatunku electro – muzyki freestyle oraz jednego z podgatunków muzyki trance, która czasami bywa zaliczana w całości jako podgatunek muzyki dance. Słownik języka polskiego wydawnictwa PWN natomiast definiuje muzykę dance jako styl w tanecznej muzyce pop. Określeniem muzyka dance bywa też nazywana cała muzyka klubowa. Często też określeniem muzyka dance jest nazywana muzyka dyskotekowa. Muzyka dance w węższym znaczeniu jest nazwana także club-dance, club lub mylnie techno-dance.

## Charakterystyka
Wszystkie gatunki muzyki dance charakteryzuje mocny beat, nacisk na rytm i często rytmiczny przebieg utworu, elektroniczne brzmienie i przeznaczenie do odtwarzania w klubach nocnych.

## Gatunki muzyki dance
Wybrane gatunki, wobec których najczęściej używa się określenia muzyka dance:

### Eurodance
Muzyka taneczna popularna w latach 90. wywodząca się głównie z muzyki disco, Hi-NRG i house oraz podgatunku muzyki electro – freestyle, muzyki hip-hop, hip house, dance-pop, euro disco i techno, a później także muzyki trance, charakteryzuje się rytmicznym i szybkim, jednocześnie jednak melodyjnym brzmieniem. Zazwyczaj dzieliły się na partie śpiewane przez wokalistkę oraz kwestie rapowane przez mężczyznę. Słowa utworów eurodance zwykle były proste i „wpadające w ucho”, niosące ważne najczęściej optymistyczne przesłanie. Gatunek posiadał bardzo licznych reprezentantów takich jak: Basshunter, Crazy Frog, Alex Christensen, Snap!, Culture Beat, Dr. Alban, Pharao, Corona, Masterboy, Mr. President, John Scatman, Real McCoy, DJ BoBo, Fun Factory, La Bouche, 2 Unlimited, E-Rotic, 2 Brothers on the 4th Floor, Captain Hollywood Project, Ace of Base, Basic Element, Cascada, Waldo's People.

### Bubblegum dance (happy house)
Gatunek powstały na bazie eurodance pod koniec lat 90. Charakteryzuje się prostymi tekstami głównie o młodzieńczych miłościach, zauroczeniach i wkraczaniu w dorosłość oraz adekwatnym do nich podkładem muzycznym, stąd też zyskał sobie opinię muzyki przeznaczonej głównie dla młodego odbiorcy. Przedstawiciele gatunku: Aqua, Vengaboys, Passion Fruit.

### Italo dance (New/Nu Italo Disco)
Gatunek wywodzący się z italo disco, chociaż niektórzy uważają, że wywodzi się wbrew nazwie z eurodance. W przeciwieństwie do eurodance nie występują tu już raczej kwestie rapowane, a treści utworów, jak i sama muzyka – niekoniecznie muszą być optymistyczne. W tworzeniu tego typu muzyki bardzo często wykorzystuje się tzw. vocodery – nadające głosowi wokalisty syntetyczne, nienaturalne brzmienie. Również ten gatunek posiada licznych przedstawicieli, takich jak: Gigi D’Agostino, Prezioso, Natasha Hagen.

### Dance mix (Epic house)
Współczesna muzyka taneczna, wywodząca się z muzyki house, niekiedy nazywana jej komercyjną odmianą. Utwory zazwyczaj śpiewane, posiadające wyraźną linię melodyczną, niemal zawsze szybkie i rytmiczne. Bardzo często nagrania tego gatunku to covery lub remiksy starszych przebojów – w praktyce zazwyczaj z lat 80. Wybrani przedstawiciele epic house: DJ Sammy, Groove Coverage, Novaspace, Vinylshakerz, David Guetta.

### Euro house
Wspólna nazwa stosowana niekiedy dla gatunków epic house, eurodance i zbliżonych oraz określenie stylu muzyki house popularnego w latach 90. XX wieku wywodzącego się z muzyki funk, Hi-NRG i techno, który zawiera syntezatorowe melodie i bas.

### Vocal trance (Uplifting trance|epic trance, euro trance)
Współczesna muzyka taneczna mająca wiele cech wspólnych z epic house, jednak będąca jednym z podgatunków trance’u i mająca charakterystyczne dla tej muzyki brzmienie. Również tutaj dominują utwory śpiewane. Wybrani przedstawiciele euro trance: ATB, Ian Van Dahl, DJ’s@Work, Alice DeeJay, Sylver, Lasgo, Fragma, Paul van Dyk. Podgatunki muzyki euro trance oprócz epic trance to progressive trance, symphonic trance, anthem trance, ibiza trance, dream trance i dutch trance.

### Hard dance
Termin określający grupę cięższych stylów elektronicznej muzyki tanecznej (z charakterystyczną cechą w postaci skocznego beatu 4/4). Najczęściej utożsamiany z hard trance, hard house, hardstyle, jumpstyle, freeform hardcore, happy hardcore, happy gabber, nu style gabber, trancecore i UK hardcore dance. Główni przedstawiciele: Cascada, Baracuda, Scooter, Basshunter, Headhunterz, Brennan Heart, Noisecontrollers, The Prophet.

### Eurobeat
Współczesna muzyka taneczna wywodząca się z połączenia muzyki eurodance z j-pop (japoński pop). Gatunek ten powstał w latach 90. XX wieku. Charakteryzuje się szybkim brzmieniem utworów zbliżonym do gatunku happy hardcore. Przedstawiciele: Nick Mansel, Nikita JR, Live Music Gang.

### Anthem house (Arena house, Stadium house)
Współczesna muzyka taneczna powstała w latach 90., wywodząca się z muzyki house będąca stylem pokrewnym do stylu anthem trance. Charakteryzuje się brzmieniem o charakterze hymnu, odgłosami dopingu kibiców na stadionie sportowym i chwytliwą melodią. Prekursorem gatunku jest zespół muzyczny The KLF. Przedstawiciele: Faithless, Sash!, 2 Unlimited.

### Vocal house (Diva house)
Współczesna muzyka taneczna wywodząca się z muzyki house powstała w latach 90. charakteryzująca się rozbudowanymi partiami wokalnymi, często autorstwa zawodowych śpiewaczek zbliżonymi brzmieniowo do gatunku R&B i brzmieniem muzyki house. Przedstawiciele: Black Box, 49Ers, Foreal People.

### Power dance
Termin określający muzykę eurodance tworzoną w języku polskim lub przez polskich twórców i wykonawców. Muzyka taneczna o ostrzejszym, „agresywniejszym” brzmieniu w stosunku do utworów disco polo i zawierająca elementy muzyki techno. Współcześnie część zespołów muzycznych łączy muzykę power dance z muzyką disco polo. Z tego powodu wobec tych zespołów stosowane jest określenie ich twórczości jako disco polo & dance.

### Inne podgatunki muzyki dance
Inne gatunki muzyki dance obok club-dance i eurodance to także dance-pop, dance-rock, latin-freestyle i teen pop. Oprócz tego do muzyki dance zalicza się też czasami: mainstage, big room house, hands up, scouse house, trance, electro house i disco house, a nawet moombahton i UK garage. W najszerszym znaczeniu to gatunki od muzyki disco poprzez dance-pop, house i techno do nawet muzyki hip-hop.

## Muzyka dance w Polsce
Niektóre gatunki dance są zbliżone do muzyki disco polo i często z nią mylone, od której odróżnia je wyraźne przesłanie skierowane do odbiorcy. Muzyka ta pomimo prostej i łatwo „wpadającej w ucho” melodii zawiera teksty mówiące o życiu oraz troskach z nim związanych, niejednokrotnie dając życiowe rady i wskazówki, natomiast w warstwie muzycznej muzykę dance od disco polo odróżnia brak jakichkolwiek elementów muzyki biesiadnej. Z tego powodu często do muzyki dance zaliczane jest italo disco, w którym podczas powrotu na scenę tworzył na początku lat 90. XX wieku Krzysztof Krawczyk. Często też utwory muzyki dance w stosunku do utworów disco polo są ostrzejsze, „agresywniejsze” w brzmieniu. Oprócz tego muzykę dance od disco polo odróżnia to, że muzyka dance jest nurtem elektronicznej muzyki tanecznej (muzyki klubowej), a disco polo jest gatunkiem tanecznej muzyki popularnej i polską odmianą muzyki dyskotekowej. Fizycznie polską muzykę dance od disco polo odróżnia zwykle wyższy współczynnik uderzeń perkusji na minutę (BPM). Mylenie niektórych gatunków muzyki dance z muzyką disco polo spowodowane jest początkami tego nurtu muzycznego w Polsce w okresie największej popularności muzyki disco polo, łączeniem przez niektóre zespoły muzyki disco polo w warstwie muzycznej z muzyką dance oraz zniknięciem z mediów polskich wykonawców tego nurtu na początku XXI wieku wraz z wykonawcami muzyki disco polo. Muzyka eurodance w Polsce tworzona w języku polskim lub przez polskich twórców dla odróżnienia od disco polo nazywana jest muzyką power dance. Współcześnie część zespołów muzycznych łączy muzykę power dance z muzyką disco polo. Z tego powodu wobec niektórych zespołów stosowane jest określenie ich twórczości jako disco polo & dance.  Początki historii muzyki dance w Polsce to połowa lat 90. XX wieku. Utwory polskich wykonawców muzyki dance zawierały też wtedy elementy stylów muzycznych euro disco i Hi-NRG. Polscy przedstawiciele muzyki dance z tego okresu to m.in. Stachursky, United, Thomas, D-Bomb i Zero.